# Procureur général de Californie
Le procureur général de Californie (en anglais, California Attorney General) est le dirigeant du département de la Justice de l'État américain de Californie. Il s'agit d'une fonction élective dont le mandat de 4 ans est renouvelable une fois. Le démocrate Rob Bonta est le titulaire du poste depuis le 18 mars 2021, nommé par le gouverneur Gavin Newsom.

## Liste des procureurs généraux de Californie

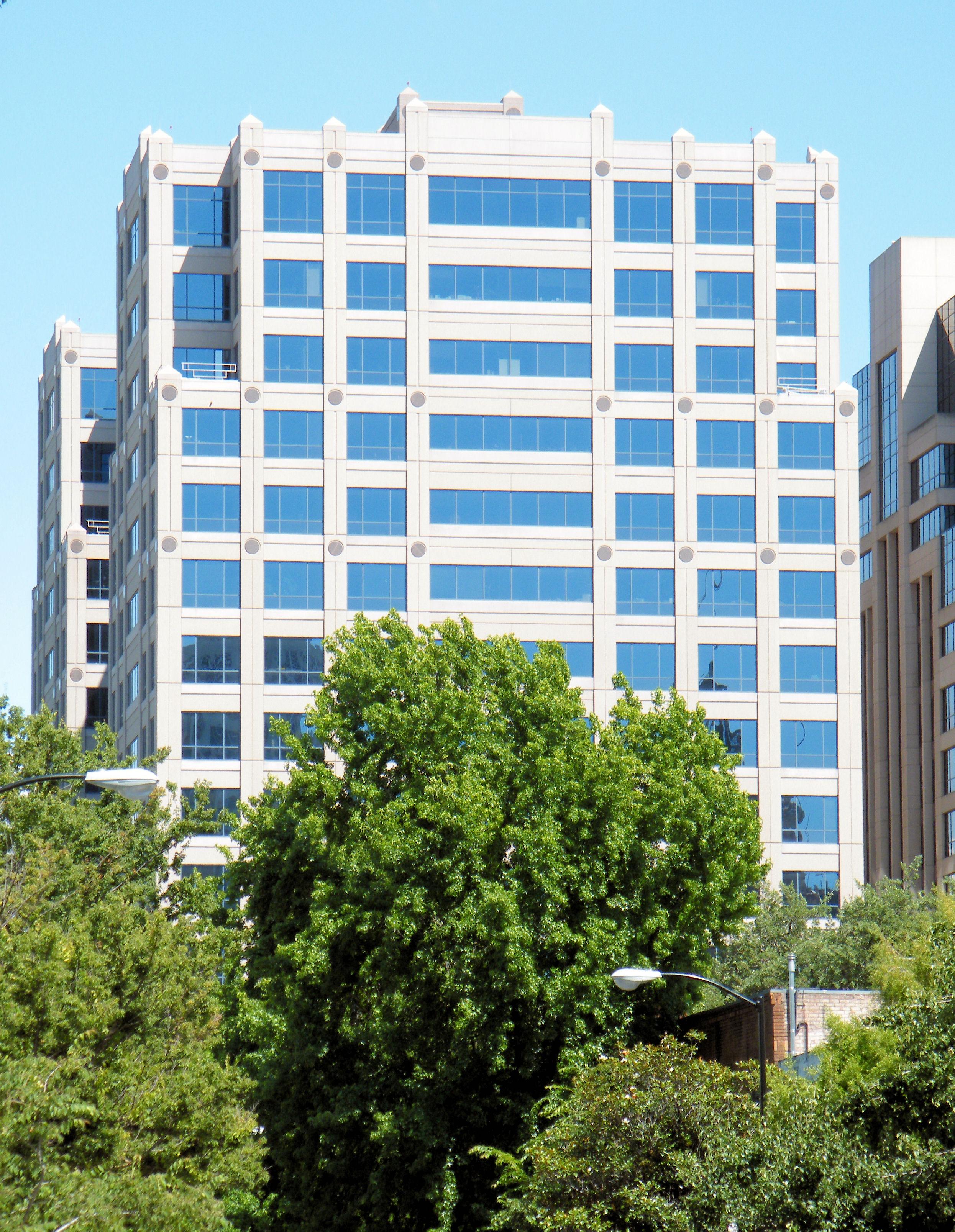
Bureau du procureur général de Californie.

| #  | Nom                             | Début du mandat | Fin du mandat | Parti       |
| -- | ------------------------------- | --------------- | ------------- | ----------- |
| 1  | Edward J. C. Kewen (en)         | 1849            | 1850          | Démocrate   |
| 2  | James A. McDougall              | 1850            | 1851          | Démocrate   |
| 3  | S. Clinton Hastings             | 1852            | 1854          | Démocrate   |
| 4  | John R. McConnell               | 1854            | 1856          | Démocrate   |
| 5  | William M. Stewart              | 1854            | par intérim   | Démocrate   |
| 6  | William T. Wallace              | 1856            | 1858          | American    |
| 7  | Thomas H. Williams              | 1858            | 1862          | Démocrate   |
| 8  | Frank M. Pixley                 | 1862            | 1863          | Républicain |
| 9  | John C. McCullough              | 1863            | 1867          | Union       |
| 10 | Jo Hamilton                     | 1867            | 1871          | Démocrate   |
| 11 | John Lord Love                  | 1871            | 1875          | Républicain |
| 12 | Jo Hamilton                     | 1875            | 1880          | Démocrate   |
| 13 | Augustus L. Hart                | 1880            | 1883          | Républicain |
| 14 | Edward C. Marshall              | 1883            | 1887          | Démocrate   |
| 15 | George A. Johnson               | 1887            | 1891          | Démocrate   |
| 16 | William H. H. Hart              | 1891            | 1895          | Républicain |
| 17 | William F. Fitzgerald           | 1895            | 1899          | Républicain |
| 18 | Tirey L. Ford                   | 1899            | 1902          | Républicain |
| 19 | Ulysses S. Webb                 | 1902            | 1939          | Républicain |
| 20 | Earl Warren                     | 1939            | 1943          | Républicain |
| 21 | Robert W. Kenny                 | 1943            | 1947          | Démocrate   |
| 22 | Frederick N. Howser             | 1947            | 1951          | Républicain |
| 23 | Pat Brown                       | 1951            | 1959          | Démocrate   |
| 24 | Stanley Mosk                    | 1959            | 1964          | Démocrate   |
| 25 | Thomas C. Lynch                 | 1964            | 1971          | Démocrate   |
| 26 | Evelle J. Younger               | 1971            | 1979          | Républicain |
| 27 | George Deukmejian               | 1979            | 1983          | Républicain |
| 28 | John Van de Kamp                | 1983            | 1991          | Démocrate   |
| 29 | Dan Lungren                     | 1991            | 1999          | Républicain |
| 30 | Bill Lockyer                    | 1999            | 2007          | Démocrate   |
| 31 | Jerry Brown                     | 2007            | 2011          | Démocrate   |
| 32 | Kamala Harris                   | 2011            | 2017          | Démocrate   |
| -  | Kathleen Kenealy (en) (intérim) | 03/01/2017      | 24/01/2017    | Démocrate   |
| 33 | Xavier Becerra                  | 2017            | 2021          | Démocrate   |
| -  | Matthew Rodriquez (en)          | 18/03/2021      | 23/03/2021    | Démocrate   |
| 34 | Rob Bonta                       | 2021            | En cours      | Démocrate   |